# Бошњаци у Северној Македонији
Бошњаци у Северној Македонији су призната национална мањина. Према последњем попису из 2021. године у Северној Македонији је било 16 042 Бошњака или 0,9 % од укупног становништва. Они су концетрисани у Скопском пољу, области Торбешија, северозападном делу Прилепског поља и доњем току река Бабуна и Тополка у велешком крају.

## Историја
Прва насељавања муслимана из Босне и Херцеговине на простор данашње Северне Македоније су почела после Велике источне кризе и анексије Босне од стране Аустроугарске. Тада се велики број муслимана (потомака исламизованих Срба) населио у Македонији. После Балканских ратова велики део ових досељеника (које су звали мухаџири) су се иселили у Турску.
Данашњи Бошњаци у Северној Македонији су потомци исељеника из делова Србије и Црне Горе познатог као Санџак (Тутин, Рожаје, Плав, Гусиње и Нови Пазар). Током педесетих и шездесетих година 20. века ови муслимани су масовно куповали (по изузетно ниским ценама) или без накнаде усељавали у куће, по напуштеним турским и торбешким селима који су се иселили за Турску. Тако су се населили у селима Батинци и Средњи Коњари у скопском крају и Горњи Оризари у велешком крају.